# Toyofumi Sakano
Toyofumi Sakano (japanisch 阪野 豊史 Sakano Toyofumi; * 4. Juni 1990 in Misato) ist ein ehemaliger japanischer Fußballspieler.

## Karriere
Sakano erlernte das Fußballspielen in der Jugendmannschaft von Urawa Reds und der Universitätsmannschaft der Meiji-Universität. Seinen ersten Vertrag unterschrieb er 2013 bei Urawa Reds. Der Verein spielte in der höchsten Liga des Landes, der J1 League. Für den Verein absolvierte er neun Erstligaspiele. 2015 wurde er an den Zweitligisten Tochigi SC ausgeliehen. Für den Verein absolvierte er 41 Ligaspiele. 2016 wurde er an den Zweitligisten Ehime FC ausgeliehen. Für den Verein absolvierte er 42 Ligaspiele. 2017 wechselte er zum Ligakonkurrenten Montedio Yamagata. Für den Verein absolvierte er 102 Ligaspiele. Im Juli 2019 wechselte er zum Erstligisten Matsumoto Yamaga FC. Am Ende der Saison 2019 stieg der Verein in die J2 League ab. Nach Ende der Saison 2021 belegte er mit dem Verein aus Matsumoto den letzten Tabellenplatz und musste in die dritte Liga absteigen. Für Matsumoto absolvierte er 88 Ligaspiele. Nach dem Abstieg verließ er den Verein und schloss sich im Januar 2022 dem Zweitligisten Tokyo Verdy an. Nach 30 Ligaspielen wechselte er im August 2023 zum Drittligisten FC Imabari. Am Ende der Saison 2024 wurde er mit dem Verein aus Imabari Vizemeister der dritten Liga und stieg somit in die zweite Liga auf. Nach dem Aufstieg beendete er im Januar 2025 seine Karriere als Fußballspieler.

## Erfolge
Urawa Reds
- Japanischer Vizemeister: 2014
- Japanischer Ligapokalfinalist: 2013

FC Imabari
- Japanischer Drittligavizemeister: 2024  ▲